# Marta Larsén
Marta Larsén, född 3 maj 1898 i Aggarp, Malmöhus län, död 1975, var en svensk målare och tecknare
Hon var dotter till Ola Larsén och Maria Jacobsson. Larsén studerade först vid Bonnéns målarskola i Köpenhamn innan hon blev elev vid Otte Skölds målarskola i Stockholm. Därefter bedrev hon självstudier under resor till Frankrike, Nederländerna, Belgien och Egypten. Separat ställde hon ut på Norrköpings museum 1950 och på Nyköpings konsthall 1953. Hennes konst består av porträtt, landskap, stilleben och figurmålningar med religiösa motiv. Larsén är representerad vid Norrköpings konstmuseum och Folkets hus i Oxelösund.   